# Alan Chambers
Alan Chambers (* 21. Februar 1972) ist ein ehemaliger US-amerikanischer Geistlicher der Kirche Assemblies of God und war fast 20 Jahre, ein prominenter Vertreter der Ex-Gay-Bewegung. Bis 2013 war Chambers in den USA als Vorsitzender von Exodus International und Autor mehrere Bücher, Befürworter eines konservativen, heteronormativen Familienideals sowie der umstrittenen Konversionstherapie, die zum Ziel hat, Homosexualität so zu „behandeln“, dass die sexuelle Orientierung sich ändert.
Chambers hat seine Ansichten in Bezug auf den „Krankheitswert“ von Homosexualität mittlerweile vollständig geändert und nutzt seine Bekanntheit, um sich als Autor und LGBT-Aktivist für die Anerkennung gleichgeschlechtlicher Partnerschaften in den Vereinigten Staaten einzusetzen.
Im Jahr 2016 nahm Chambers an der Gay Pride in Washington teil und postuliert mittlerweile öffentlich die Meinung Gott würde alle Menschen lieben – unabhängig von ihrer sexuellen Orientierung.

## Privates und Werdegang
Chambers wurde 1972 als jüngstes von insgesamt sechs Geschwistern geboren. Zu seinen frühesten Erinnerungen zählt, dass er gern ein Mädchen gewesen wäre und sich heimlich die Sachen seiner Mutter und seiner Schwestern anzog. Als „untypischer Junge“ fühlte er sich von niemandem akzeptiert, nicht einmal von Gott. Im Alter von 9 Jahren erlebte er einen sexuellen Übergriff durch einen Jugendlichen, dem er versprechen musste darüber zu schweigen. Als Teenager entdeckte er selbst homosexuelle Neigungen bei sich und verliebte sich in einen Jungen. Aufgrund seiner konservativen Herkunft fühlte Chambers sich mit seiner sexuellen Orientierung unwohl und gibt an zeitweise suizidgefährdet gewesen zu sein.
Er erhoffte sich „Heilung“ durch die Hilfe der Organisation „Exodus“, deren Vorsitz er 2001 übernahm.
Chambers studierte christliche Theologie. Nachdem er zwei Jahre als persönlicher Assistent des professionellen Baseball-Pitchers Orel Hershiser gearbeitet hatte, wendete er sich hauptberuflich der Kirchenarbeit zu. Chambers wurde Geistlicher in der Assemblies of God und leitete die konservative Kirchengemeinde Calvary Assembly of God in Orlando, Florida. Als letzter Präsident leitete er die 2013 aufgelöste US-amerikanische Organisation Exodus International.
Seit 1998 ist Alan Chambers mit seiner Frau Lesie verheiratet. Gemeinsam haben sie einen Sohn und eine Tochter adoptiert. Innerhalb der LGBT-Bewegung wurde Chambers dafür kritisiert, dass er sich nicht öffentlich dazu bekannt hat bi- oder homosexuell zu sein. Er sagt, dass ihm diese Art von Zuweisung insgesamt widerstrebe, er also auch nicht als „hetero“ einsortiert werden möchte bzw. sich nicht so betrachtet. Chambers räumte 2016 in einem Interview ein, seine Orientierung wäre zwar im Grunde eher homosexuell, mittlerweile habe er sich aber nach über 20 Jahren so an seine Frau gewöhnt, dass sie zu seiner Orientierung geworden sei.(engl. Originalzitat vom 9. Juli 2016: „If I were going to pull an orientation label there is certainly truth to the gay orientation. But also as a married man for almost 20 years, my orientation is my wife.“)

## Vom Befürworter zum Kritiker der Konversionstherapie
2013 lösten er und der Vorstand von Exodus International diese Organisation auf, weil sie zu der Erkenntnis gelangt waren, dass Heilungsangebote für homosexuelle Menschen schädlich und gefährlich seien. Er entschuldigte sich stellvertretend für die Organisation für das Leid, das viele homosexuelle Menschen in den Jahrzehnten zuvor durch Exodus International erlitten hatten.
Chambers hat sich 2019 an einem französischen Dokumentarfilm für Arte beteiligt, in dem Bernard Nicolas, die Hintergründe der angebotenen Konversionstherapien – sowie ihre psychischen und gesundheitlichen Folgen für die Betroffenen – investigativ darstellt. Erstmals trifft er dabei auch auf Menschen, die er vor seinem Sinneswandel selbst „behandelt“ hat.
Diese Art von „Therapie“ ist in der EU mittlerweile geächtet, die Umsetzung in nationale Gesetzgebung steht allerdings überwiegend noch aus.

## Tätigkeit als Autor
Chambers veröffentlichte bereits Bücher, bevor er seine Ansichten zum Thema Homosexualität grundlegend änderte. In seinen ersten Veröffentlichungen von 2006 und 2009
gab er noch Tipps dazu, wie man sich von Homosexualität „befreien“ könne und bezeichnete sich selbst als von seiner Homosexualität „geheilt“.
Mittlerweile arbeitet Chambers als Autor mit seiner Frau Leslie  zusammen. In den USA haben sie 2015 gemeinsam das Buch „My Exodus. From Fear to Grace“ veröffentlicht, was nebenbei gesagt deutlich  bessere Bewertungen erhalten hat, als seine vorher verfassten Ratgeber.
Abgrenzung: der gleichnamige britischer Autor Alan Chambers, der allerdings als Polarforscher und Motivationstrainer tätig ist, hat ebenfalls mehrere Bücher veröffentlicht.